# Космос-1408
Космос-1408 је један од преко 2400 совјетских вјештачких сателита лансираних у оквиру програма Космос.
Космос-1408 је лансиран са космодрома Плесецк, СССР, 16. септембра 1982. Ракета-носач Циклон-3 је поставила сателит у орбиту око планете Земље. Маса сателита при лансирању је износила 2200 килограма. Космос-1408 је био сателит намијењен за електронско извиђање, јављање и навођење.
Дана 15. новембра 2021, током тестирања, које је спровела Русија, сателит је уништен противсателитским оружјем (ASAT).